# Урнське озеро
Урнське озеро або Урнерзее (нім. Urnersee) — озеро в Швейцарії, південна частина Фірвальдштеттського озера.
Урнське озеро як частина загальної озерної системи Фірвальдштеттського озера, розташоване в кантонах Урі та Швіц і лежить на висоті 434 метри над рівнем моря. Береги його оточують гігантські скелі, що надають озеру величного вигляду, подібного до скандинавського фіорду. Глибина Урнського озера досягає 200 метрів, його площа дорівнює 26,8 км². У північній частині його західного берега знаходиться історична галявина Рютлі, на якій було укладено перший союз трьох лісових кантонів, який започаткував Швейцарську конфедерацію. Тут, у Рютлі, починається прокладений у 1990-х роках Шлях Швейцарії. В Урнському озері поблизу Рютлі знаходиться також скеля-пам'ятник Шиллерштайн. На східному березі його лежить капела Телля. В озеро впадає річка Ройс. На його берегах розташовані міста Бруннен, Зізікон і Флюелен.
З гравію та породи, витягнутої при проритті обхідних транспортних тунелів поблизу Флюелена та залізничного Трансальпійського тунелю (NEAT), на Урнському озері були створені штучні Нептунові острови та група островів Лорелея. Деякі з них оголошені заповідниками для птахів.
На честь Урнського озера в 1977 році у швейцарському телесеріалі Teleboy озерне чудовисько було названо Урні (за аналогією з шотландським Нессі).
Завдяки теплим вітрам, що дмуть на озері влітку, воно є чудовим місцем для занять віндсерфінгом.